# Власов, Александр Алексеевич
Алекса́ндр Алексе́евич Вла́сов (латыш. Aleksandrs Vlasovs; род. 7 мая 1986, Даугавпилс) — латвийский футболист, вратарь.

## Биография
Александр Власов родился 7 мая 1986 в Даугавпилсе.
Воспитанник Детско-юношеской спортивной школы № 1 города Даугавпилс, в 2003 году Александр Власов, ещё числясь в спортивной школе, начал выступать за «Диттон». В «Диттоне» за основной состав в Первой лиге Латвии он провёл всего лишь пару игр, а в основном играл за дублёров во Второй лиге.
В 2004 году Александр Власов присоединился к клубу «Зибенс/Земессардзе», который, как и «Диттон» в предыдущем сезоне, выступал в Первой лиге. В том же году Власов играл за клуб «Лауцесе» во Второй лиге Латгальской зоны, но принять участие в финальном турнире Второй лиги он не смог, поскольку был заявлен за «Зибенс/Земессардзе».
Перед началом сезона 2005 года Власов подписал свой первый профессиональный контракт с лиепайским «Металлургом». Там он был третьим вратарём и в основном выступал за дубль — «Металлург-2», а на последний круг был отдан в аренду «Венте», где и дебютировал в Высшей лиге Латвии

.
В 2008 году в молодёжном составе «Виндавы» трижды реализовал пенальти.
12 января 2013 года перешёл в «Елгаву», где провёл полсезона. Затем вернулся в родной город, играл за «Даугаву» и «Даугавпилс».

### Статистика выступлений
| Клуб                 | Сезон                | Чемпионат | Чемпионат | Кубок | Кубок | Еврокубки | Еврокубки | Итого | Итого |
| Клуб                 | Сезон                | Игры      | Голы      | Игры  | Голы  | Игры      | Голы      | Игры  | Голы  |
| -------------------- | -------------------- | --------- | --------- | ----- | ----- | --------- | --------- | ----- | ----- |
| Диттон               | 2003                 | 2         | −3        | ?     | −?    | —         | —         | ?     | −?    |
| Зибенс/Земессардзе   | 2004                 | 22        | −28/+1    | ?     | −?    | —         | —         | ?     | −?    |
| Металлург            | 2005                 | 0         | 0         | 0     | 0     | 0         | 0         | 0     | 0     |
| Вента                | 2005                 | 7         | −30       | ?     | −?    | —         | —         | ?     | −?    |
| Металлург            | 2006                 | 0         | 0         | 0     | 0     | 0         | 0         | 0     | 0     |
| Металлург            | 2007                 | 0         | 0         | 0     | 0     | 0         | 0         | 0     | 0     |
| Всего за «Металлург» | Всего за «Металлург» | 0         | 0         | 0     | 0     | 0         | 0         | 0     | 0     |
| Виндава              | 2008                 | 16        | −19       | 2     | −2    | —         | —         | 18    | −21   |
| Блазма               | 2009                 | 19        | −42       | —     | —     | —         | —         | 19    | −42   |
| Сконто               | 2009                 | 10        | −12       | —     | —     | —         | —         | 10    | −12   |
| Вентспилс            | 2010                 | 17        | −11       | 0     | 0     | 0         | 0         | 17    | −11   |
| Вентспилс            | 2011                 | 32        | −20       | 4     | −3    | 4         | −11       | 40    | −34   |
| Вентспилс            | 2012                 | 2         | −4        | 0     | 0     | —         | —         | 2     | −4    |
| Всего за «Вентспилс» | Всего за «Вентспилс» | 51        | −35       | 4     | −3    | 4         | −11       | 59    | −49   |
| Спартак              | 2012                 | 8         | −11       | —     | —     | —         | —         | 8     | −11   |
| Елгава               | 2013                 | 11        | −26       | 0     | 0     | —         | —         | 11    | −26   |
| Даугава (Даугавпилс) | 2013                 | 13        | −4        | 0     | 0     | 1         | −4        | 14    | −8    |
| Даугава (Даугавпилс) | 2014                 | 1         | −2        | 1     | −1    | 0         | 0         | 2     | −3    |
| Всего за «Даугаву»   | Всего за «Даугаву»   | 14        | −6        | 1     | −1    | 1         | −4        | 16    | −11   |
| Всего за карьеру     | Всего за карьеру     | 160       | −212/+1   | ?     | −?    | 5         | −15       | ?     | −?    |

## Достижения
«Металлург»
- Чемпион Латвии: 2005.
- Серебряный призёр чемпионата Латвии: 2006, 2007.
- Обладатель Кубка Латвии: 2006.
- Финалист Кубка Латвии: 2005.
- Победитель чемпионата дублёров Высшей лиги Латвии: 2007.
- Чемпион Балтийской лиги: 2007.

 «Сконто»
- Бронзовый призёр чемпионата Латвии: 2009.

 «Вентспилс»
- Чемпион Латвии: 2011.
- Серебряный призёр чемпионата Латвии: 2010.
- Обладатель Кубка Латвии: 2011.
- Чемпион Балтийской лиги: 2010.
- Финалист Балтийской лиги: 2011.

 «Даугава» (Даугавпилс)
- Бронзовый призёр чемпионата Латвии: 2013.